# Zakan-Jurt
Zakan-Jurt (ros. Закан-Юрт) – wieś w Rosji, w Czeczenii, w rejonie aczchoj-martanowskim. W 2010 liczyła 5835 mieszkańców.